# تراسي آن بارنز
تراسي آن بارنز (بالإنجليزية: Tracey Ann Barnes) هي منافسة ألعاب القوى جامايكية، ولدت في 28 يونيو 1975.

## وصلات خارجية
- تراسي آن بارنز على موقع الاتحاد الدولي لألعاب القوى (الإنجليزية)
- تراسي آن بارنز على موقع أوليمبيديا (الإنجليزية)